# Ленский волок
Ле́нский во́лок — волок между реками Илимом и Леной, использовавшийся в XVII—XIX веках. Один из двух (наряду с Чечуйским волоком) маршрутов выхода на Лену, важный транспортный путь в освоении севера Сибири и Дальнего Востока. 

## Маршрут
Начинался от Илимского острога вверх по Илиму до правого притока — реки Казачьей. От верховий Казачьей по суше суда волочились до верховий Муки, затем спускались в её устье, где находилось Муцкое плотбище. Отсюда на плотах суда и грузы шли вниз по рекам Купе и Куте к Лене, где стоял Усть-Кутский острог.
По заселении берегов Муки и Купы необходимость в переноске судов по суше отпала, и грузы из Илимска отправлялись на подводах до Муцкого плотбища, где грузились на плоты, спускались таким образом до Усть-Кута и перегружались на другие суда.

## История
Первым русским землепроходцем, прошедшим с Илима на Лену этим путём, считается Василий Бугор. Из Енисейска он проплыл по Ангаре, далее по Илиму, откуда поднялся вверх по Игирме. Из её верховий отряд перешёл волоком в реку Куту, по которой спустился на Лену.
Василий Бугор имел два маршрута:
1. «С устья Идирмы (современное название — Игирма) на малых судах с грузом вверх до устья р. Чюхтормы (современное название — Читорма) три дня плыть, по которой до волока ещё день, переход по волоку от Чюхтормы до притока Ялыка менее дня, плыть по Ялыку до Куты день и по Куте до Лены два дня».
2. По Идирме вверх до устья реки Дидилмы два дня, «…а с усть Дидилмы сухово волоку идти на реку на Куту, на усть Кутоя два дни». По этому пути Бугор весной 1628 года перешёл на Лену.

По результатам его экспедиции в устье Куты был отправлен Иван Галкин. В отличие от Бугра, путь которого был севернее и длиннее, Иван Галкин с подсказки местного населения — эвенков, — воспользовался более коротким путём к Лене. В 1630 году он был на Илиме, где основал Илимский острог, а в 1631 году достиг устья Куты, где заложил Усть-Кутский острог.
Во второй половине XVII века по маршруту Ленского волока образовалась цепочка небольших (в один-два двора) деревень, на население которых была возложена повинность по обслуживанию волока. Например, в октябре 1746 года усть-кутскому приказчику из Илимска пришло подобное распоряжение:
Понеже по известию... через Ленский волок лесом завалено. Велеть нарядить пашенных крестьян для чищения помянутой дороги через Каймоновский волок до Муцкого плотбищаПриказчик Илимска
На что приказчик докладывал:
Вычищено по тридесятое число шириною по пять сажень, а в нужных и тесных местах по 4 сажени. А расстояние от Куты речки вычищено в хребет на 10 верст и проделаны версты. [На это было направлено 36 крестьян.]Приказчик Усть-Кутского острога
В XVII—XVIII веках Ленский волок был одной из ключевых транспортных артерий для освоения севера Сибири и Дальнего Востока. Из Илимского острога отправлялись казачьи отряды и экспедиции, в том числе экспедиции Дмитрия и Харитона Лаптевых, Владимира Атласова, Степана Крашенинникова, Григория Шелихова, Геннадия Невельского. Илимск стал отправной точкой и для Северной экспедиции Витуса Беринга.
Волок использовался до XIX века. Позже от Илима до Усть-Кута был проложен Илимский тракт, маршрут которого почти совпадал с волоком.